# Lahaymeix
Lahaymeix település Franciaországban, Meuse megyében. Lakosainak száma 76 fő (2022. január 1.). Lahaymeix Woimbey, Bannoncourt, Courouvre, Dompcevrin, Fresnes-au-Mont, Pierrefitte-sur-Aire és Thillombois községekkel határos.

## Népesség
A település népességének változása:
| Lakosok száma | 90   | 70   | 72   | 94   | 88   | 79   | 74   | 74   | 74   | 76   |
|               | 1968 | 1982 | 1990 | 2006 | 2013 | 2015 | 2017 | 2019 | 2020 | 2022 |